# Тортоли-Арбатакс (аэропорт)
Аэропорт Тортоли-Арбатакс (итал.  Aeroporto di Tortolí-Arbatax) — региональный аэропорт, обслуживающий город Тортоли, расположенный в провинции Нуоро на Сардинии (Италия).

## История
Аэропорт был построен в 1960-х годах с травяной взлётно-посадочной полосой для логистической и технической поддержки целлюлозно-бумажного комбината, расположенного в Арбатаксе (впоследствии закрытого в 1986 году). В 1975 году были построены асфальтированная ВПП, ангар и диспетчерская вышка.
В 1986-1990 годах в аэропорту базировалась региональная авиакомпания Air Sardinia, совершавшая регулярные рейсы в Ольбию, Альгеро и Кальяри, а также чартерные рейсы за пределы Сардинии
В 1990 голу аэропорт был закрыт. В 1993 году группа местных предпринимателей построила терминал и предложила использовать аэропорт для сезонных чартерных рейсов региональных авиакомпаний. Благодаря этому, годовой пассажиропоток достиг 44 412 пассажиров в 1998 году и 42 655 в 2004 году
В 2008 году была увеличена взлётно-посадочная полоса, а в 2010 году был реконструирован терминал. После реконструкции и вплоть до закрытия из аэропорта Артабакс выполнялись рейсы сардинской авиакомпании Meridiana в города Италии, Швейцарии и Австрии В 2011 году аэропорт прекратил свою деятельность.
В 2021 году промышленный консорциум, владеющий компанией Aliarbatax, которой принадлежит 100% акций аэропорта, запросил разрешение у ENAC на повторное открытие аэропорта в Тортоли для использования самолетами, максимальная взлетная масса которых не превышает 5700 кг, а вместимость не превышает 12 человек. В 2022 году аэропорт сможет принимать самолёты вместимостью до 100 человек

## Инфраструктура
В аэропорту имеется одна асфальтированная ВПП длиной 1442 метра, которая проходит с северо-запада на юго-восток. Рулевых дорожек, идущих параллельно взлетно-посадочной полосе, нет. На северо-западном посадочном пороге находится небольшой перрон с диспетчерской вышкой и автостоянкой. Юго-восточный посадочный порог полосы находится всего в нескольких метрах от пляжа, над которым приземляющиеся самолеты пролетают на высоте нескольких метров. По этой причине аэропорт Арбатакс иногда сравнивают с аэропортом имени принцессы Юлианы на карибском острове Синт-Мартен, который также расположен в непосредственной близости от пляжа.

## Авиакомпании и направления
По состоянию на май 2021 года аэропорт не обслуживает коммерческие рейсы.

## Статистика
Данные из запроса в Викиданные.